# Publi Hordeoni Lol·lià
Publi Hordeoni Lol·lià, conegut simplement com a Lol·lià (en llatí Publius Hordeonius Lollianus, en grec antic Πόπλιος Ὁρδεώνιος Λολλιανός) fou un famós sofista i retòric grec del temps d'Hadrià i Antoní Pius, al segle ii.
Va néixer a Efes i era deixeble de l'assiri Iseu. Va ser el primer a obtenir una càtedra de mestre d'oratòria (un càrrec a compte de l'estat, Δρόνος) a Atenes, i també va ocupar el càrrec de  στρατηγὸς ἐπὶ τῶν ὅπλων que era pràcticament una prefectura de l'annona. La correcció en l'exercici d'aquest lloc en temps de fam li va valdre un bell elogi de Filòstrat. Se li van erigir dues estàtues, una a l'àgora i una a un pati d'arbres plantats per ell mateix.
La seva oratòria es distingia per la qualitat i riquesa del seu estil i per l'habilitat que mostrava presentant les seves proves, i destacava especialment per la improvisació. Donava als seus alumnes una formació sistemàtica en retòrica i sobre aquest tema va escriure diverses obres. Totes s'han perdut, però en parlen amb freqüència els comentaristes d'Hermògenes de Tars, que probablement en van fer un gran us.
La més important de les seves obres se cita amb tres títols, segons Filòstrat i Suides: 
- Τέχνη ῥητορική
- περὶ προοιμίων καὶ διηγήσεων
- περὶ ἀφορμῶν ῥητορικῶν.[1]